# Dasnice
Dasnice (deutsch Daßnitz) ist eine Gemeinde in Tschechien. Sie liegt sieben Kilometer südwestlich von Sokolov und gehört zum Okres Sokolov.

## Geographie

### Geographische Lage
Dasnice befindet sich nördlich des Kaiserwaldes am linken Ufer der Eger an einer Flussschleife im Egergraben. In Dasnice mündet der Bach Habartovský potok in den Fluss. Unterhalb des Dorfes verläuft die Bahnstrecke Chomutov–Cheb, die Bahnstation „Dasnice“ liegt einen Kilometer südlich des Ortes im Wald. Zwischen Chlumek und Šabina führt ein Steg über die Eger. Westlich erhebt sich der Drsný vrch (Mariahilfberg, 570 m).

### Gemeindegliederung
Für die Gemeinde Dasnice sind keine Ortsteile ausgewiesen. Zu Dasnice gehört die Ansiedlung Chlumek (Perglas).

### Nachbarorte
Nachbarorte sind Habartov und Bukovany im Norden, Citice im Nordosten, Hlavno und Tisová im Osten, Černý Mlýn und Rudolec im Südosten, Chlumek, Šabina und Libavské Údolí im Süden, Dolní Pochlovice und Horní Pochlovice im Südwesten, Chlum Svaté Maří im Westen sowie Lítov im Nordwesten.
Die umliegenden Ortschaften Rusov (Reißengrün), Dvory (Meierhöfen) und Kytlice (Kitlitzdorf) fielen dem Braunkohlenabbau zum Opfer.

## Geschichte
Dasnice entstand vermutlich im 13. Jahrhundert bei der Kolonisation des Gebietes durch das Kloster Waldsassen. Perglas wurde 1309 in einem Rezess über Besitzrechte zwischen Eckhard von Nothafft und dem Kloster Waldsassen genannt, in dem Notthafft erklärte, keinerlei Rechte an den beiden Klosterdörfern Scheyben und Perglas zu haben. Nachdem das Kloster in der Mitte des 14. Jahrhunderts in eine wirtschaftliche Notlage geraten war, versetzte es die Besitzungen in Münchhof, Chodov, Perglas und Scheben an Trost von Winkler, der bereits zuvor die Falkenauer Güter von den Notthafft erworben hatte.
In der zweiten Hälfte des 14. Jahrhunderts kam Perglas zum Lehen Kinsberg der Landgrafen von Leuchtenberg. Erste schriftliche Belege über Tassnicz finden sich ebenfalls in diesem undatierten Lehnsregister der Leuchtenberger, das in etwa zwischen 1360 und 1379 angelegt wurde. Später erwarben die Schlicken Daßnitz und Perglas. Ihnen folgten die Pergler von Perglas.
Ferdinand I. verlieh Daßnitz und Perglas 1551 zusammen mit Haberspirk an den schlesischen Adligen und Burghauptmann von Kinsberg und Hartenberg, Nikolaus Stolz von Simsdorf, wegen dessen Verdiensten an der Niederschlagung des Ständeaufstandes von 1547. Dessen drei Söhne teilten 1567 den Besitz. Der königliche Landesrichter und Hauptmann des Elbogener Kreises, Nikolaus Stolz von Simsdorf, dem Schaben seit Beginn des 17. Jahrhunderts gehörte, förderte die Verbreitung des Protestantismus im Kreis und wirkte aktiv beim Aufstand der protestantischen Stände gegen Ferdinand II. Zusammen mit anderen Adligen überfiel er 1619 den katholischen Wallfahrtsort Maria Kulm und setzte dort einen protestantischen Geistlichen ein. Nach der Schlacht am Weißen Berg wurde Simsdorfs Besitz konfisziert. Er selbst wurde zunächst zum Tode verurteilt und schließlich zur Festungshaft auf Pürglitz begnadigt, wo er 1628 verstarb. Sein Gut Schaben mit den Dörfern Kloben, Daßnitz, Meierhöfen und Kitlitzdorf erwarb 1622 der königliche Appellationsgerichtsrat Bartholomäus Brunner von Wildenau, der zwei Jahre später auch das von Adam Stolz von Simsdorf, einem Sohn des Nikolaus, eingezogene Gut Perglas hinzukaufte. Brunner beaufsichtigte als Kommissar die Gegenreformation im Elbogener Kreis.
1651 besaß der kaiserliche Oberst Johann Jakob Pirovano die Güter Schaben und Perglas. 1654 erwarb Lothar Freiherr von Metternich-Winneburg-Beilstein beide Güter und schloss sie an die Herrschaft Königsberg an. 1745 wurden die Güter Schaben und Perglas wieder von Königsberg abgetrennt und an Veronika Dorothea Freifrau von Beck verkauft. Deren Tochter Anna Caroline Gräfin von Bubna und Lititz verkaufte Schaben und Perglas einschließlich Buckwa, Kloben, Daßnitz, Meierhöfen und Kitlitzdorf 1765 an den Besitzer der Herrschaft Falkenau, Franz Wenzel von Nostitz-Rieneck.
Nach der Aufhebung der Patrimonialherrschaften bildeten Daßnitz und Perglas ab 1850 Ortsteile der Gemeinde Unter Reichenau im Bezirk Falkenau. 1870 nahm die Buschtěhrader Eisenbahngesellschaft (BEB) den Betrieb auf der Strecke Karlsbad-Eger auf, die am Daßnitzer Ufer entlang der Eger angelegt worden war. 1876 entstand die Gemeinde Daßnitz/Dasnice mit dem Ortsteil Perglas. Leopold von Nostitz ließ 1894 einen Teil des Gutes Perglas parzellieren und eine Siedlung anlegen. 1930 hatte die Gemeinde 473 überwiegend deutsche Einwohner, 1939 waren es 429.
Nach dem Münchner Abkommen 1938 wurde die Gemeinde Daßnitz ins Deutsche Reich eingegliedert und gehörte bis 1945 zum Landkreis Falkenau. Nach dem Ende des Zweiten Weltkrieges kam der Ort zur Tschechoslowakei zurück. 1946 begann die Vertreibung der Deutschen. Perglas wurde 1948 in Chlumek umbenannt. 1958 entstand eine Hängebrücke über die Eger, die Chlumek mit Šabina verbindet. 1980 verlor Chlumek den Status als Ortsteil.

## Kultur und Sehenswürdigkeiten

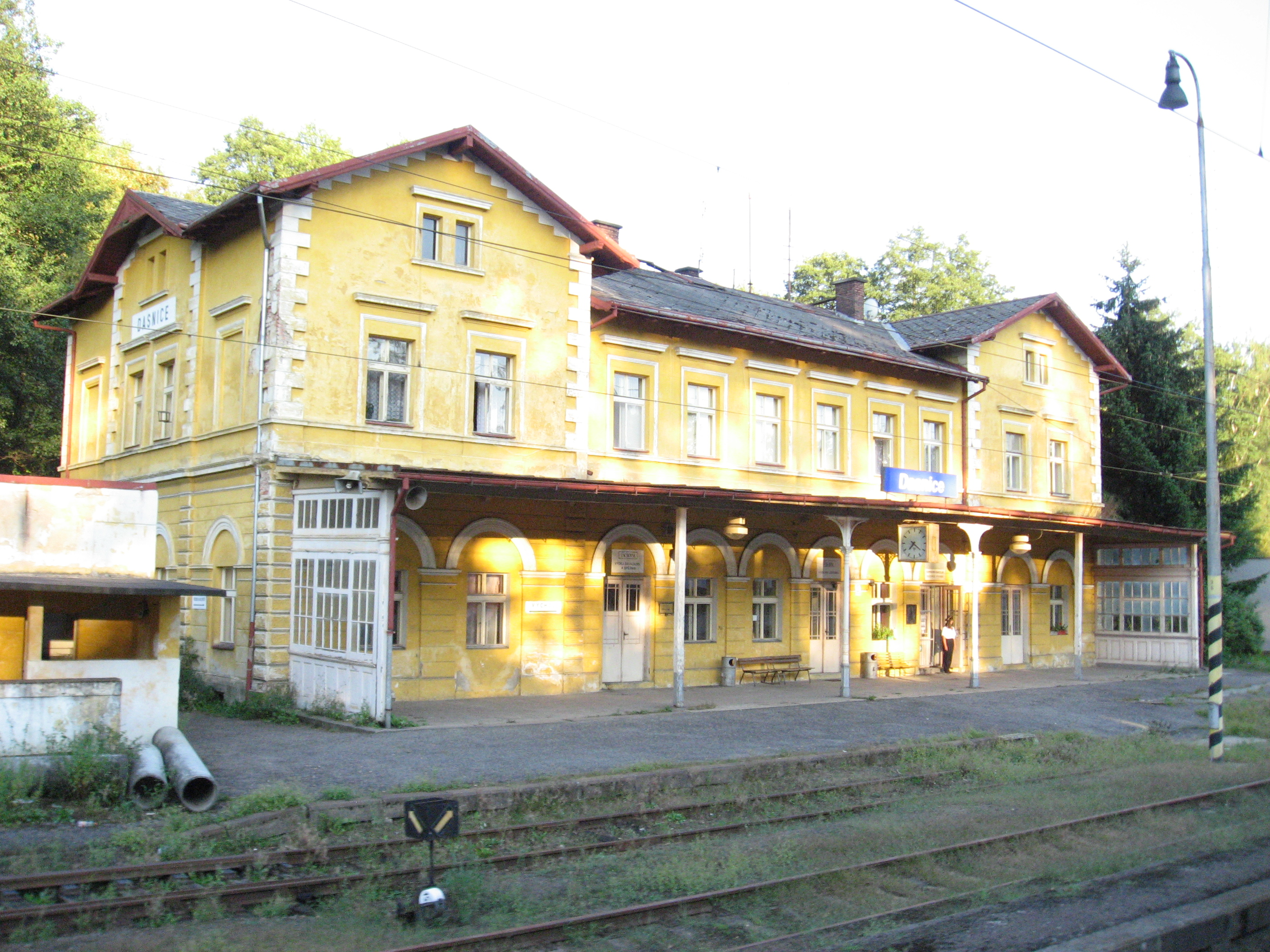
Bahnhof

- Schloss Chlumek; die um 1570 errichtete Feste Perglas war Herrensitz der Schlicken und Pergler von Perglas. In der Mitte des 18. Jahrhunderts wurde sie zu einem barocken Schlösschen umgestaltet. Die Herren von Nostitz ließen um 1900 im Wald das neobarocke Neue Schloss erbauen.
- herrschaftlicher Speicher in Chlumek
- Steinkreuz
- Berg Drsný vrch mit Aussichtsturm, westlich des Dorfes
- Häuser in volkstümlicher Ständerbauweise

## Söhne und Töchter der Gemeinde
- Johann Böhm (* 1937), deutscher Politiker (CSU)